# 3 (Ich Troje)
3 è il terzo album in studio del gruppo musicale polacco Ich Troje, pubblicato nel 1999.

## Tracce
1. Hit Mix'99 Czyli Co To Jest Za Jazda – 3:57
2. A Wszystko To...(Bo Ciebie Kocham)! – 3:59
3. Die Freien – 3:51
4. Woalka – 4:50
5. Koks – 3:41
6. Do M. – 3:42
7. Nienawiść – 4:10
8. Gwiazdor – 3:55
9. Ptaki Bez Skrzydeł – 3:31
10. Kołysanka Dla Ani – 3:24
11. Nie Ma Czadu – 3:42
12. Jugosławia – 5:07
13. Przyroda – 3:56
14. Jutro – 5:29
15. Jeanny - End of the Story – 6:44
16. End - Epitafium Dla Romka – 1:36
17. Jeanny - End of the Story (Acoustic) – 3:57
18. A Wszystko To...(Bo Ciebie Kocham)! (Remix) – 4:12